# Facopines
Els facopines (Phacopina) són un subordre extint de trilobits dins de Phacopida que inclou les famílies Dalmanitoidea i Phacopoidea.